# بخش فرانکلین (شهرستان مرسر، اوهایو)
بخش فرانکلین (به انگلیسی: Franklin Township) یک منطقهٔ مسکونی در ایالات متحده آمریکا است که در شهرستان مرسر، اوهایو واقع شده‌است.
 بخش فرانکلین ۷۱٫۰ کیلومتر مربع مساحت و ۲٬۳۰۳ نفر جمعیت دارد و ۲۷۰ متر بالاتر از سطح دریا واقع شده‌است.